# Petar Muslim
Petar Muslim, hrvaški vaterpolist, * 26. marec 1988, Split, SR Hrvaška, SFRJ.
Trenutno igra za klub Primorje EB. Na poletnih olimpijskih igrah leta 2012 je Muslim za moško reprezentanco Hrvaške v vaterpolu tekmoval v moški konkurenci, kjer je osvojil zlato medaljo.